# Stănești (Stoilești), Vâlcea
Stănești este un sat în comuna Stoilești din județul Vâlcea, Muntenia, România.

## Vezi și
- Biserica de lemn din Stănești (Stoilești)

 Acest articol despre o localitate din județul Vâlcea este deocamdată un ciot. Puteți ajuta Wikipedia prin completarea lui.